# Premi Áillohaš de música

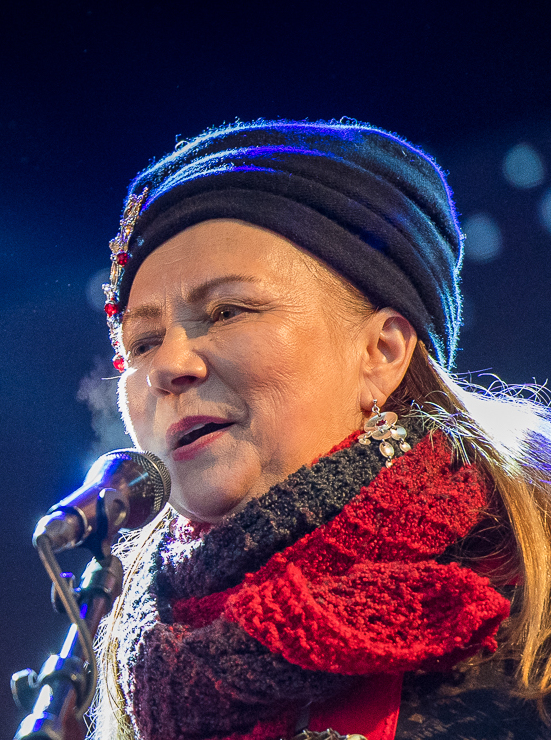
Mari Boine el 2018

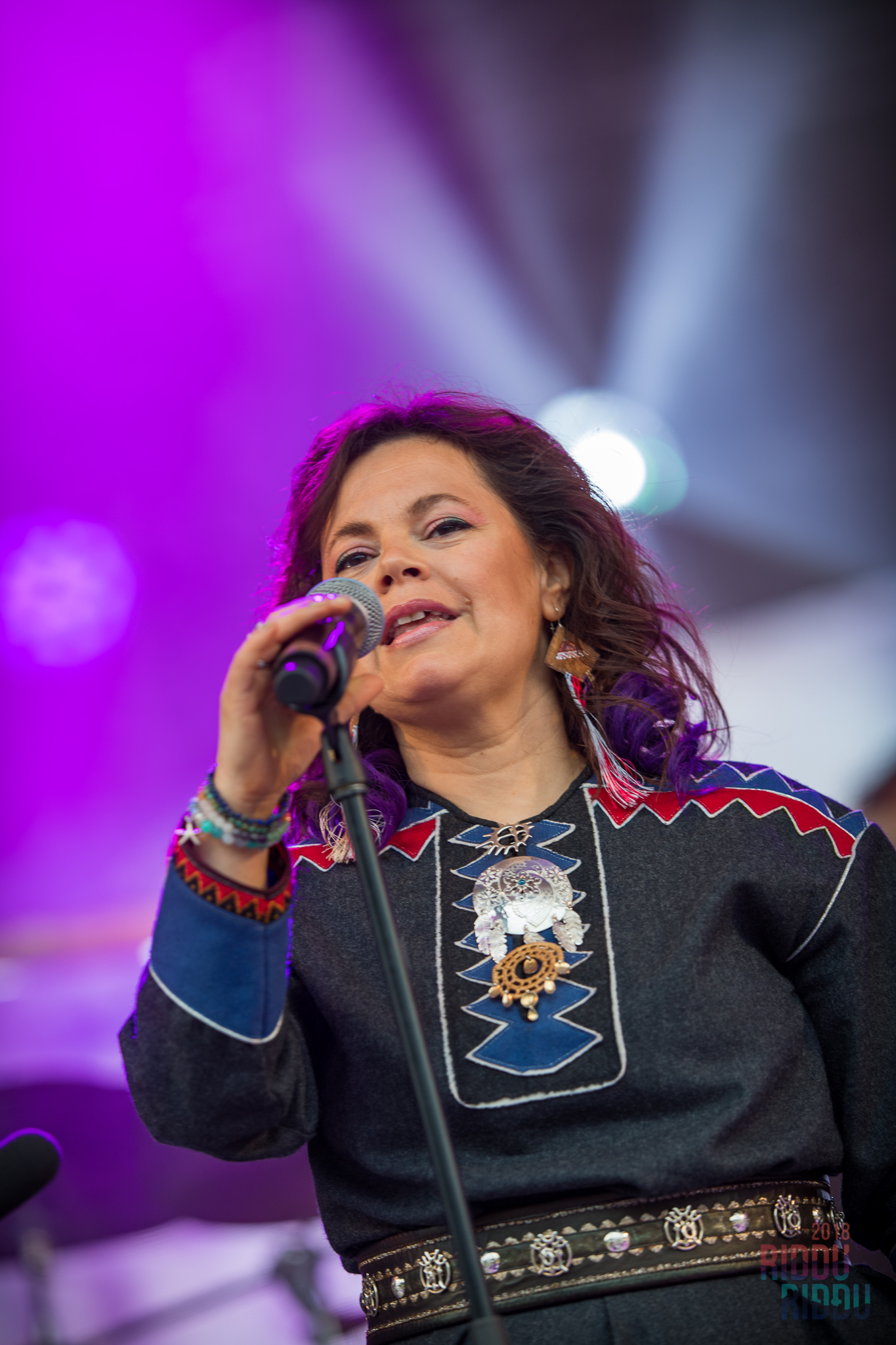
Ulla Pirttijärvi-Länsman el 2018

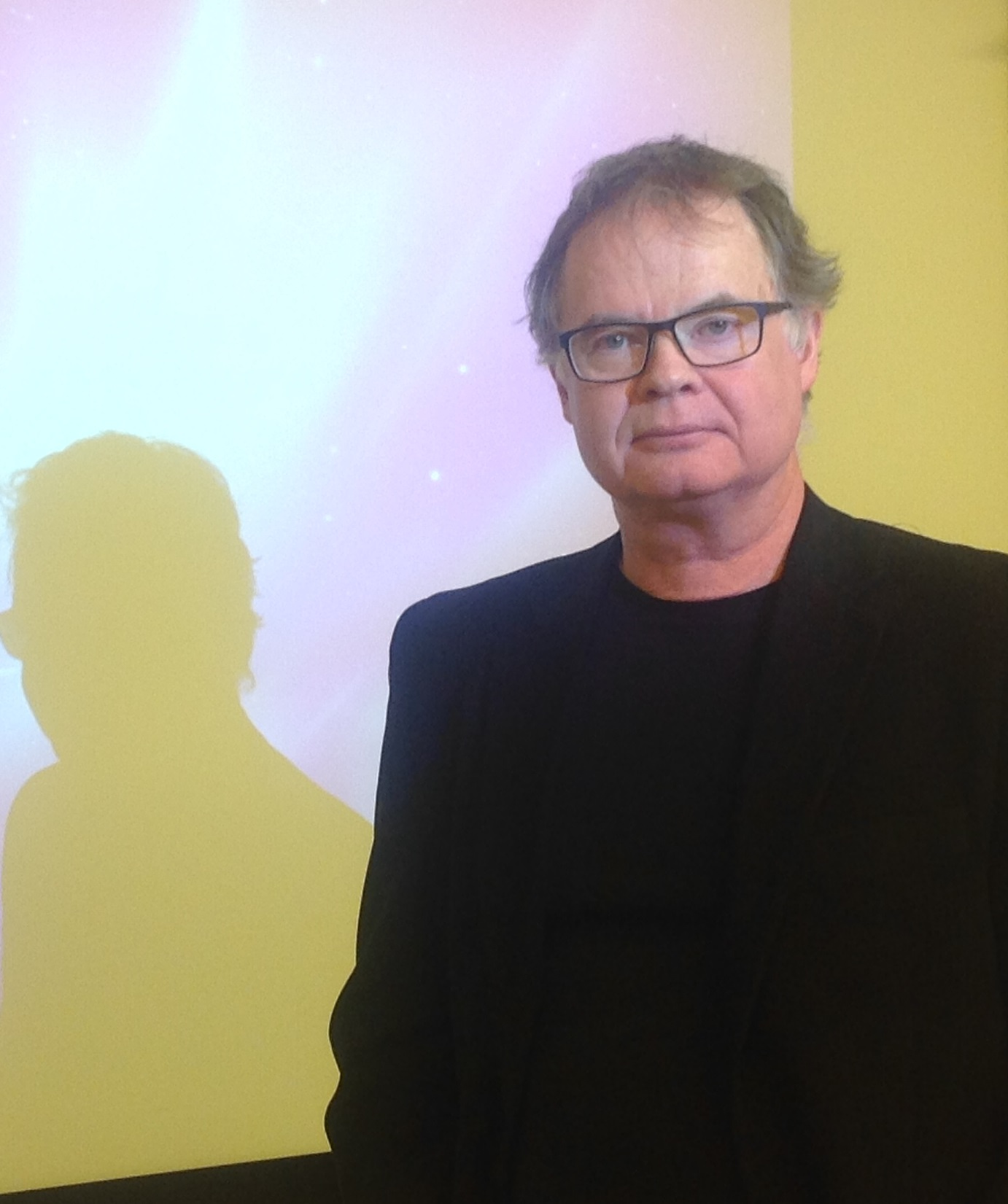
Frode Fjellheim el 2014

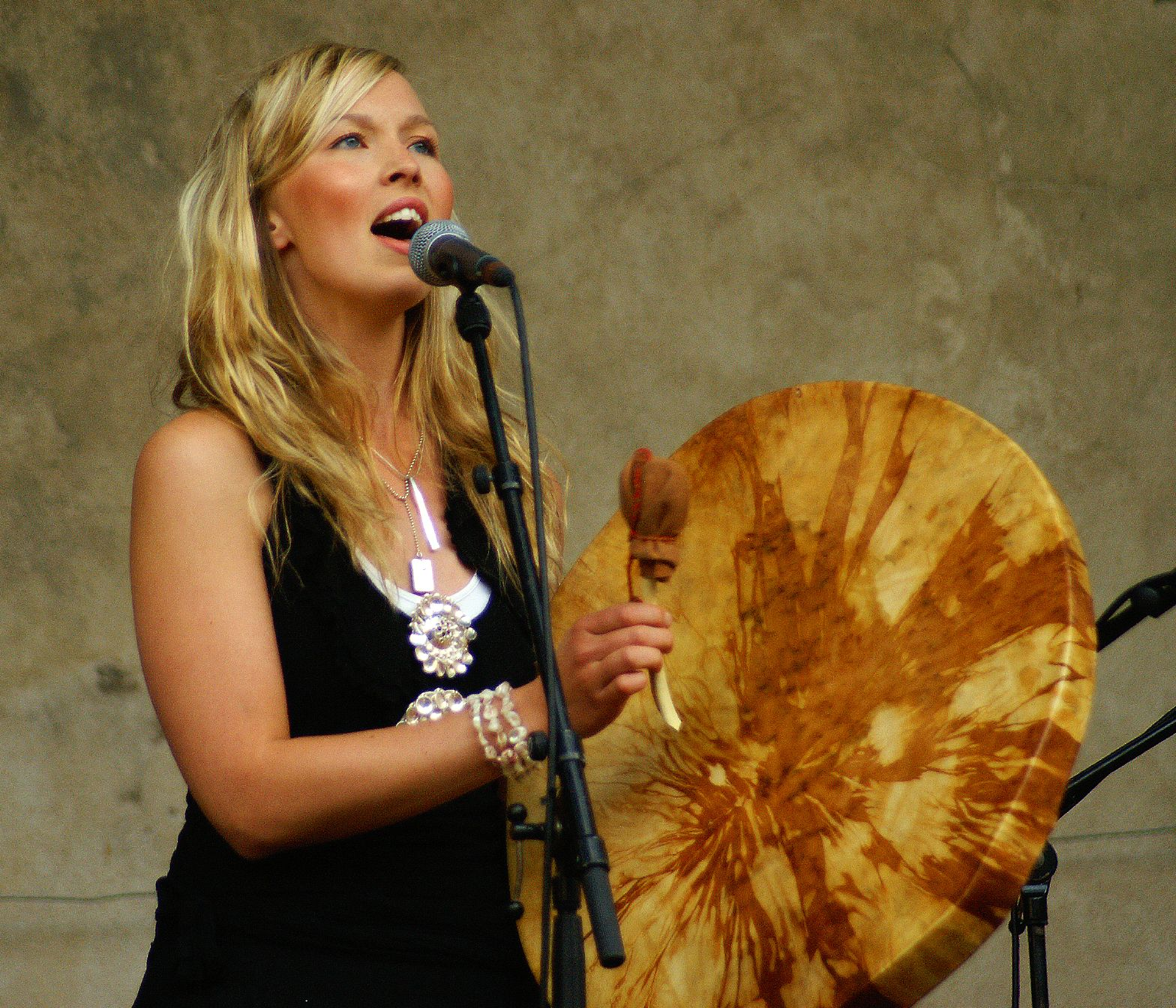
Sofia Jannok el 2007

Áillohaš-musihkkabálkkašupmi (Premi Áillohaš de música) més conegut com a Áillohaš bálkkašupmi és un premi que s'atorga anualment a una persona o un grup de persones que ha fomentat la música sami.
El premi es va crear l'any 1993 pel municipi de Kautokeino i les organitzacions Norgga Sámiid riikkasearvi i Guovdageainnu Sámiid Searvi com a present a Nils-Aslak Valkeapää (Áillohaš) el dia del seu 50è aniversari. S'entrega el dissabte sant durant la celebració del concurs de música sami Sámi Grand Prix. Els guanyadors reben una dotació de 20.000 corones noruegues i poden passar dues setmanes a la casa d'estiu d'Áillohaš a Lásságámmi.
La primera guanyadora de l'Áillohaš bálkkašupmi va ser Mari Boine. El premi s'ha concedit a músics d'estils diferents, tant a cantants coneguts fora de Sápmi (Boine, Sofia Jannok, Ulla Pirttijärvi) com a joikers tradicionals (Johan Andreas Andersen, Domna Khomyuk).
El 2020 el premi es va atorgar al raper Slincraze durant la celebració digital de KulturSapmi ja que el Sámi Grand Prix s’havia cancel·lat a causa de la pandèmia per covid-19.

## Llista de premiats[1][3][5]
| Any  | Artista                   |
| ---- | ------------------------- |
| 1993 | Mari Boine                |
| 1994 | Johan Anders Bær          |
| 1995 | Ole Larsen Gaino          |
| 1996 | Wimme Saari               |
| 1997 | Roger Ludvigsen           |
| 1998 | Inga Juuso                |
| 1999 | Iŋgor Ántte Áilu Gaup     |
| 2000 | Sančuari                  |
| 2001 | Johan Sara jr.            |
| 2002 | Frode Fjellheim           |
| 2003 | Intrigue                  |
| 2004 | Anders P. Bongo           |
| 2005 | Niko Valkeapää            |
| 2006 | Dimitri joavku            |
| 2007 | Ulla Pirttijärvi-Länsman  |
| 2008 | Svein Schultz             |
| 2009 | Liv Mæsel Rundberg        |
| 2010 | Issát Sámmol Heatta       |
| 2011 | Halvdan Nedrejord         |
| 2012 | Marit Gaup Eira           |
| 2013 | Magnus Vuolab             |
| 2014 | Sofia Jannok              |
| 2015 | Jussi Isokoski            |
| 2016 | Johan Andreas Andersen    |
| 2017 | Deatnogátte Nuorat        |
| 2018 | Sara Marielle Gaup Beaska |
| 2019 | Domna Khomyuk             |
| 2020 | SlinCraze                 |
| 2021 | Marja Mortensson          |
| 2022 | Øystein Nilsen            |
| 2023 | Maj-Lis Skaltje           |
| 2024 | Ella Marie Hætta Isaksen  |
| 2025 | Jon Henrik Fjällgren      |